# Auscultation pulmonaire
L'auscultation pulmonaire en médecine fait partie de l'examen clinique pulmonaire.
Faite à l'aide d'un stéthoscope, elle permet de détecter les bruits respiratoires (en) qui comprennent les bruits respiratoires normaux (en anglais Normal Breath Sounds) et les bruits respiratoires bronchiques (Bronchial Breath Sounds) qui correspondant, dans l'ancienne nomenclature de l'auscultation pulmonaire au murmure vésiculaire (bruit normal de la respiration).

## Technique
Idéalement, elle est faite le patient torse nu et en position assise. Elle concerne les faces arrière du thorax (dont les bases à la partie basse), les faces latérales et antérieures du thorax.
L'auscultation doit être comparative sur les deux côtés. Elle peut être faite en respiration spontanée ou en respiration forcée (en demandant au patient de respirer amplement).

## Bruits normaux
Le murmure vésiculaire est audible sur l'ensemble du thorax. Il s'agit d'un bruit bronchovésiculaire.
Il peut exister des bruits trachéobronchiques au niveau du sternum et des bruits trachéiques au niveau de la trachée.

## Bruits anormaux
Laennec, en 1819, utilise le mot râle pour désigner tous les bruits adventices. Ensuite, il classifie ces râles en trois catégories: les râles sonores (ou ronflements), les râles sibilants (ou sifflements) et les râles muqueux (ou gargouillements). Or, à cette époque, dans le langage populaire, le mot râle signifiait le « bruit de la mort ». De peur d'effrayer les malades, il décide d'utiliser la traduction latine de râle, c'est-à-dire « rhonchus ». En anglais, il fut traduit plus tard par le mot « wheeze ». En 1957, A. John Robertson publia un article dans The Lancet où il classait les bruits adventices en continus et discontinus.
À la suite de nombreuses traductions imparfaites, la terminologie proposée par Laënnec est devenue confuse et source de désaccords selon les langues des différents pays. Un consensus francophone sur la nomenclature de l'auscultation pulmonaire est attendu par plusieurs scientifiques.
Les principaux bruits sont : 
- Les ronchi, râles sonores ou ronflements. Ils ont une tonalité basse avec une fréquence inférieure à 200 Hz, prédominent à l'expiration. Ils ressemblent au bruit qu'on entend lorsqu'on souffle dans le goulot d'une bouteille ou à des ronflements. Il peut disparaître si la personne produit une toux efficace, ou si ses sécrétions ont été aspirées. Ils sont témoins d'un encombrement bronchique tel qu'on peut le voir lors d'une pneumopathie infectieuse.
- Les sibilances ou sibillants, audibles au stéthoscope uniquement, ont une tonalité aiguë, autour de 400 Hz, prédominent à l'expiration. Ils sont semblables au bruit que l'on entend lorsque l'on dégonfle un ballon dont on pince l'orifice. Ils sont plutôt expiratoires et correspondent à une gêne à l'expiration telle qu'elle peut être vue lors d'une crise d'asthme ou d'un bronchospasme. Dans la crise d'asthme, l'association de ronchi et de sibillants et couramment appelée « bruit de pigeonnier ».
- Les crépitants sont doux, de haute tonalité, audibles surtout en fin d'inspiration. Ils ne disparaissent pas si la personne tousse. On peut les comparer au bruit que fait une mèche de cheveux qu'on roule entre ses doigts. Ils sont retrouvés en particulier en cas d'œdème pulmonaire.
- les sous-crépitants sont forts, de basse tonalité, plus longs, audibles surtout lors de l'inspiration et en début d'expiration. Ils peuvent diminuer si la personne tousse, si elle change de position ou à la suite d'une aspiration bronchique. Ils sont témoins, comme les ronchi d'un certain degré d'encombrement pulmonaire. On peut les comparer à un feu de bois qui pétille ou à du maïs qu'on fait éclater. Ils ressemblent aussi à des gargouillements.
- Le frottement pleural est un bruit très superficiel, inspiratoire et expiratoire. On peut le comparer au bruit que font deux morceaux de cuir frottés l'un contre l'autre. Il est surtout audible au pourtour des lignes axillaires antérieures gauches ou droites et disparaît en apnée. Il correspond à une atteinte de la plèvre.

L'absence ou la diminution du murmure vésiculaire, unilatérale, peut correspondre à un poumon qui ventile moins bien, comme lors d'un épanchement pleural, ou d'un pneumothorax. 